# Guadalupe Victoria, Guerrero
Guadalupe Victoria är en ort i Mexiko.   Den ligger i kommunen Xochistlahuaca och delstaten Guerrero, i den sydöstra delen av landet, 300 km söder om huvudstaden Mexico City. Guadalupe Victoria ligger 456 meter över havet och antalet invånare är 2 342.
Terrängen runt Guadalupe Victoria är huvudsakligen kuperad, men norrut är den bergig. Runt Guadalupe Victoria är det ganska glesbefolkat, med 50 invånare per kvadratkilometer. Närmaste större samhälle är Tlacoachistlahuaca, 14,0 km väster om Guadalupe Victoria. Omgivningarna runt Guadalupe Victoria är en mosaik av jordbruksmark och naturlig växtlighet.